# Reppist

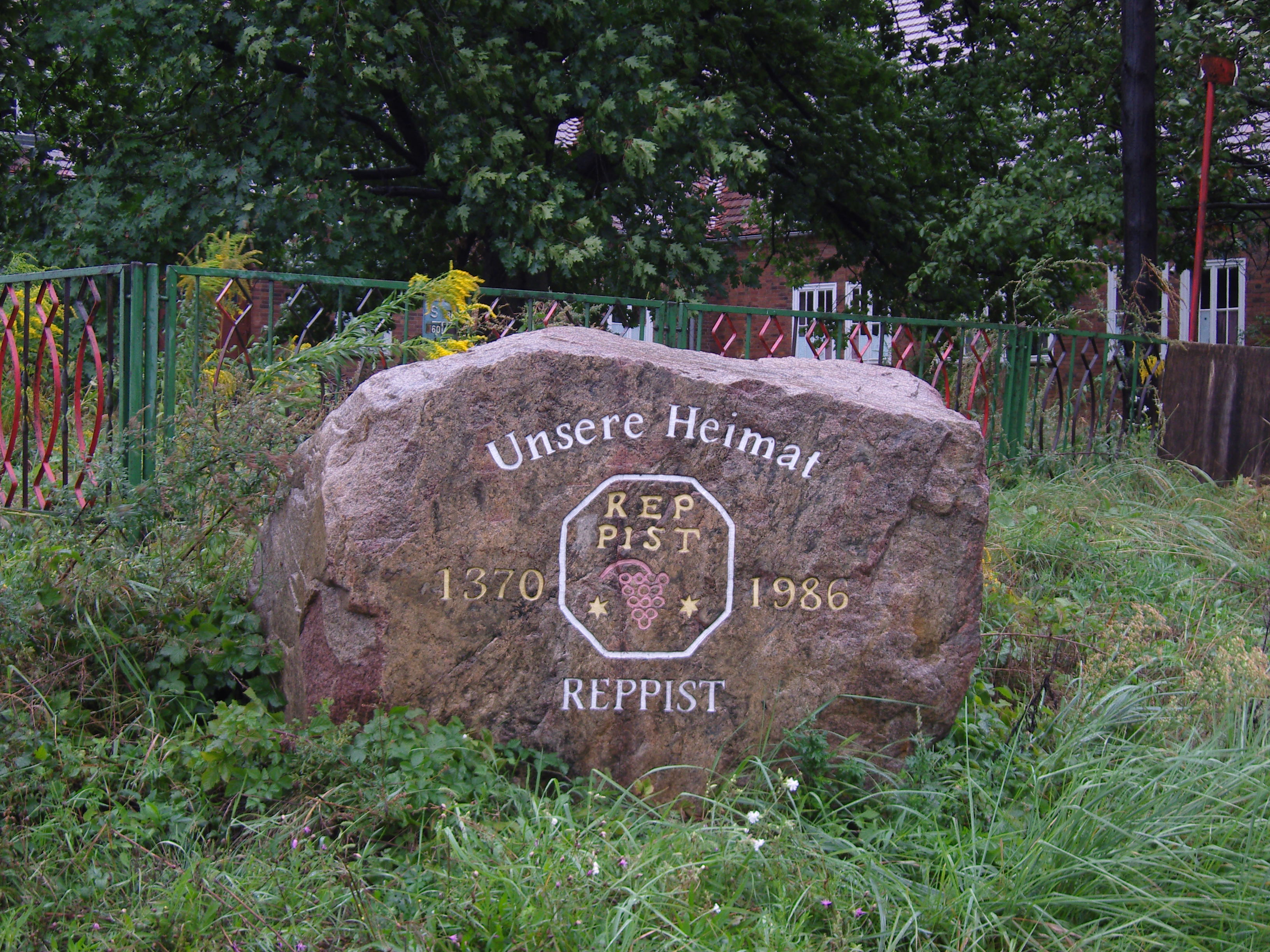
Gedenkstein für Reppist

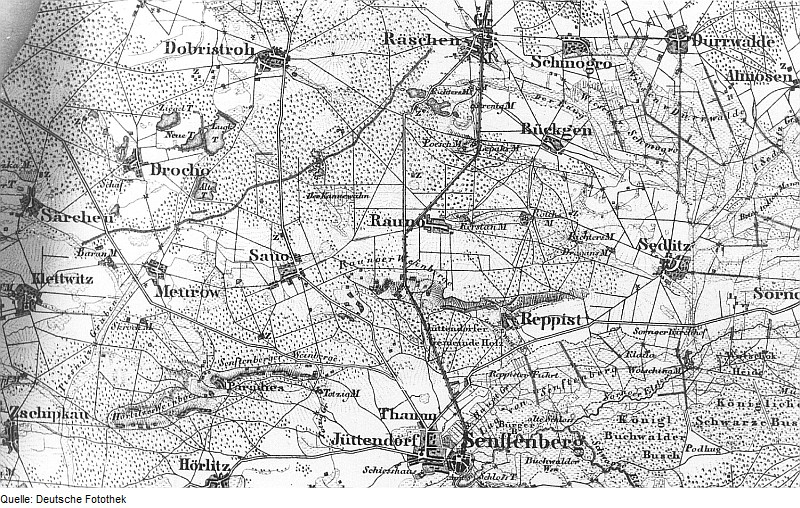
Reppist auf einer preußischen Karte

Reppist, niedersorbisch Rěpišćo, war ein Ort nordöstlich von Senftenberg. 1986 fiel Reppist fast vollständig der Erweiterung des Braunkohletagebaus Meuro zum Opfer. 582 Einwohner wurden umgesiedelt. Vom Ort selbst zeugen heute nur noch ein paar unbewohnte Häuser.

## Chronik
Der Ort wurde 1370 erstmals erwähnt. Der Name leitet sich vom sorbischen Wort für Rübe Repa ab. Die fruchtbaren Felder und Wiesen des Ortes wurden durch die Sornoer und Schwarze Elster bewässert. Die Bewohner betrieben auch Weinbau. Aus dem Jahr 1738 ist erstmals ein Gemeindesiegel überliefert, das die Darstellung einer Weintraube enthält. Reppist lag an einer alten Reichsstraße, die von Beeskow nach Dresden führt. Der Ort, der ursprünglich eine hufeisenförmige Siedlungsform hatte, bestand bis zum Beginn der Braunkohleförderung vorwiegend aus Vierseitenhöfen, von denen keiner mehr erhalten ist. Im Zuge des Aufschlusses neuer Tagebaue begann sich das Dorf zu einer Bergarbeitersiedlung zu entwickeln. Um 1850 wurde um Reppist erstmals Braunkohle im Tiefbau gefördert. 1871 wurde durch die Henkelschen Braunkohlewerke eine evangelische Bergkapelle errichtet. 1974 wurde diese Kapelle wegen des fortschreitenden Tagebaus abgerissen. Am 1. Januar 1974 wurde Reppist nach Senftenberg eingemeindet.
Der Ort lag unmittelbar an den Bahnanlagen der Bahnstrecken Großenhain–Cottbus und Lübbenau–Kamenz. An letztgenannter Strecke existierte von den 1950er Jahren bis 1987 der Haltepunkt Reppist.

## Bevölkerungsentwicklung
| Einwohnerentwicklung in Reppist von 1875 bis 1971 | Einwohnerentwicklung in Reppist von 1875 bis 1971 | Einwohnerentwicklung in Reppist von 1875 bis 1971 | Einwohnerentwicklung in Reppist von 1875 bis 1971 |
| Jahr                                              | Einwohner                                         | Jahr                                              | Einwohner                                         |
| ------------------------------------------------- | ------------------------------------------------- | ------------------------------------------------- | ------------------------------------------------- |
| 1875                                              | 347                                               | 1890                                              | 635                                               |
| 1910                                              | 895                                               | 1925                                              | 1419                                              |
| 1933                                              | 1360                                              | 1939                                              | 1165                                              |
| 1946                                              | 1121                                              | 1950                                              | 1242                                              |
| 1964                                              | 944                                               | 1971                                              | 826                                               |

## Heutige Situation

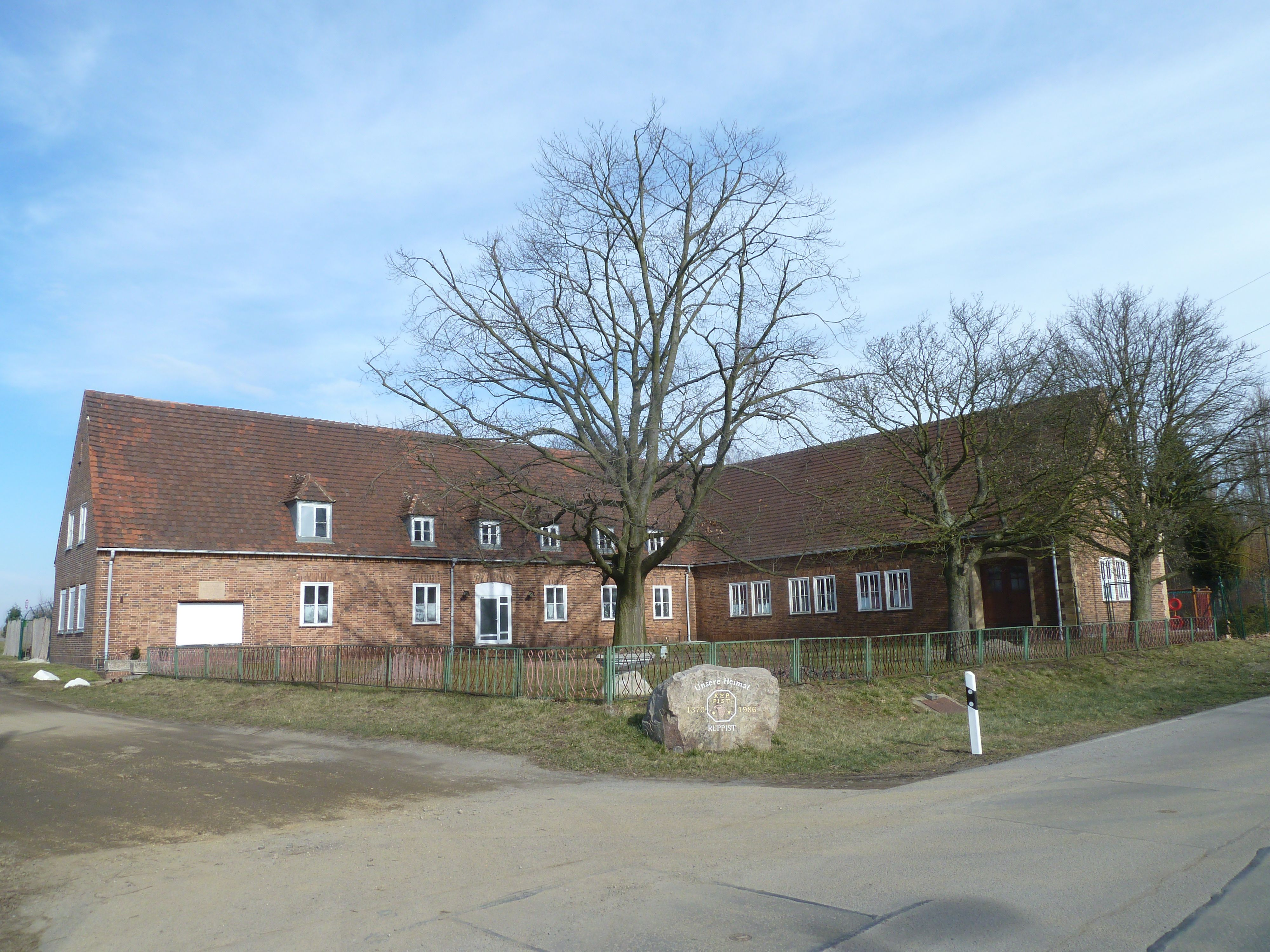
Denkmalgeschütztes Kulturhaus

Auf dem nicht abgebaggerten Gebiet der Gemeinde befindet sich heute ein Teil des Rangierbahnhofes Senftenberg sowie ein Betriebshof für Güterzuglokomotiven. Unweit davon steht das Kulturhaus Reppist, es ist denkmalgeschützt.
Trotz des Endes des Bergbaus und damit einhergehender Rekultivierung ist eine Wiederbesiedlung unwahrscheinlich.
Etwas nördlich des ehemaligen Ortes auf der Hochkippe befindet sich ein Aussichtspunkt, von dem man die Tagebaulandschaft weiträumig überblicken kann. Bei guter Sicht sind die Berge des Westlausitzer Hügel- und Berglandes zu erkennen. Am Aussichtspunkt sind Gedenktafeln für andere, ebenfalls abgebaggerte Orte angebracht.

## Persönlichkeiten
- Gustav Strahl (* 16. Februar 1906; † 16. Januar 1977) deutscher Kommunalpolitiker (Bürgermeister von Wernigerode)